# Elohist

Nordreich Israel und Südreich Juda im 9. Jahrhundert v. Chr., nach biblischen Angaben. dabei stehen die redaktionellen Veränderungen der Texte im Zusammenhang mit den politischen Konstellationen. Der „Jahwist“ auf das vereinigte Königreich unter Salomo, der „Elohist“ auf den Kampf zwischen der JHWH- und Baals-Verehrung im Nordreich, das Deuteronomium auf die assyrische Bedrohung Judas und Jerusalems und die Priesterschrift auf das Babylonische Exil.

Der Begriff Elohist (abgekürzt: E) bezeichnet in der historisch-kritischen Bibelwissenschaft den hypothetischen Autor einer der Quellenschriften, die in den fünf Büchern Mose, dem so genannten Pentateuch, hebräisch תּוֹרָה Tora verarbeitet worden sein sollen. Weitere angenommene Quellenschriften des Pentateuchs sind das Werk des sogenannten Jahwisten und die Priesterschrift. Die Theorie vom Elohisten entstand mit der historisch-kritischen Erforschung der Bibel im 18. Jahrhundert, verlor aber seit Mitte des 20. Jahrhunderts mehr und mehr an Zustimmung und wird in der aktuellen alttestamentlichen Forschung nur noch selten vertreten.

## Forschungsgeschichte
Johann Gottfried Eichhorn, der sich eingehend literarkritisch mit der Entstehung der Tora befasste, unterschied bei deren Quellen zwischen einer „Urkunde mit dem Namen Elohim“ und einer „Urkunde mit dem Namen Jehova“. In Fortführung der Forschung von Johann Gottfried Eichhorn stellte Carl Peter Gramberg in seinem 1828 erschienenen Buch Libri Geneseos secundum fontes rite dignoscendos adumbratio nova (Latein: „Neuer Umriss des Buches Genesis gemäß den in rechter Weise unterschiedenen Quellen“) diejenigen Texteabschnitte im Buch Genesis zusammen, die er einem nun von ihm ausdrücklich „Elohist“ (in seinem auf Latein verfassten Werk: „Elohista“) genannten Verfasser biblischer Texte zuschrieb.
Julius Wellhausen, der Begründer der Neueren Urkundenhypothese, nahm die Bezeichnung „Elohist“ in seinen „Prolegomena zur Geschichte Israels“ (1886) auf. Die anderen von ihm angenommenen Quellenschriften (Quellenschichten) innerhalb des Pentateuch bezeichnete er als Jahwist, Deuteronomist und Priesterkodex/-schrift. Nach der Neueren Urkundenhypothese sind im Pentateuch nur noch Bruchstücke der ehedem selbständigen elohistischen Quellenschrift enthalten. Etwa in der Sintfluterzählung Gen 6–9  sowie in Gen 15  – Ex 9 , also von der Landverheißung an Abraham bis zum Bundesschluss am Sinai und besonders stark in der Josephsgeschichte in Gen 37–50 . Nach Wellhausen entstand die elohistische Quellenschrift um 800 v. Chr. im Nordreich Israel.
Neuere Untersuchungen haben das Zutrauen in die von Wellhausen entwickelte These schwinden lassen. Der Großteil der aktuellen exegetischen Forschung rechnet nicht mehr mit einer elohistischen Quelle aus dem 9. Jahrhundert v. Chr. Offensichtliche Stichwortverbindungen werden nun eher als Zeugnis zusammenhängender, späterer Redaktionen betrachtet.
Einer der Forscher, der nach wie vor von einer elohistischen Quelle ausgeht, ist der emeritierte Erlanger Alttestamentler Ludwig Schmidt.
Abraham Kuenen fundierte zusammen mit Julius Wellhausen und Karl Heinrich Graf die von Hermann Hupfeld entwickelte Neuere Urkundenhypothese zur Entstehungs- und Überlieferungsgeschichte des Pentateuch, wobei er auch die Spätdatierung Grafs belegte. Otto Procksch und Abraham Kuenen arbeiteten einige Ungereimtheiten und Widersprüche in den ‚Elohisten‘ heraus. Die Widersprüche oder Ungereimtheiten in dem Material führten sie darauf zurück, dass auch der elohistische Text auf zwei verschiedene Quellen zurückginge. Das führte zu einer veränderten Einteilung des Textes der Elohisten (E), in den ersten Elohisten (E1) und den zweiten Elohisten (E2). Die Quellenscheidung ist aber von ihrer Bezeichnung bzw. Kennzeichnung her nicht mit den Namensgebungen der älteren und neueren Urkundenhypothese zu verwechseln.

## Theologisches Profil und Stilmerkmale
Die zunächst in mündlichen Überlieferungen tradierten Erzählungen wurden vermutlich im 10. Jahrhundert v. Chr. zu einem ersten Geschichtswerk verschriftlicht, das von der Schöpfung bis zum Tod des Mose reicht (Gen 2  bis Dtn 34  „Jahwist“). Um das 8. Jahrhundert v. Chr. integrierten Redaktoren eine zweite Quellenschrift in die vorliegenden Texte. Die Ergänzungen waren vermutlich kürzer und sind nur noch in einzelnen Texten erkennbar, „Elohist“. Im 7. Jahrhundert v. Chr. wurde der (mythischen) Geschichtserzählung aus Israels Vorzeit das 5. Buch Mose, das Deuteronomium („D“) angefügt und die vorhandenen Erzählstränge in Vorstellungswelt redigiert. Mit der Zeit des Babylonisches Exils oder kurz danach setzte die Priesterschrift den Rahmen und das Gerüst des nunmehr mehr oder weniger abgeschlossenen Pentateuch (Gen 1  bis Dtn 34  „P“).
Die elohistische Quellenschrift ist v. a. gekennzeichnet durch den Gebrauch der Gottesbezeichnung Elohim (= „Gott“). Sie verwendet diese Bezeichnung bis Ex 3,14 , der Szene, in der Gott seinen Namen „JHWH“ an Mose offenbart; danach verwendet der Elohist den Gottesnamen „JHWH“.
Beliebtes Motiv des Elohisten ist die Gottesfurcht und das Auftreten des Engels Elohims.
E: Elohist (9. Jahrhundert v. Chr.)

Die Neuere Urkundenhypothese als Diagramm. J: Jahwist (10.–9. Jahrhundert v. Chr.)

Dtr1: Früh (7. Jahrhundert v. Chr.) Deuteronomistische Geschichte;
Dtr2: Spät (6. Jahrhundert v. Chr.) Deuteronomistische Geschichte;
P*: Priester (6.–5. Jahrhundert v. Chr.)[2]
D†: Deuteronomisten
R: Redaktor
DH: Deuteronomistische Geschichte (Buch Josua, Buch der Richter, Buch Samuel, 1. Buch der Könige, 2. Buch der Könige)